# Logica
La logica (dal greco λόγος, logos, ovvero "parola", "pensiero", "idea", "argomento", "ragione", da cui poi λογική, logiké) è lo studio delle relazioni di inferenza tra proposizioni, cioè lo studio delle leggi del ragionamento e della dimostrazione, generalmente definita come una branca della filosofia e la scienza dell'argomentazione. Ciò che studia sono i principi della dimostrazione e dell'inferenza valida, gli errori, i paradossi e la nozione di verità. La logica è sia formale che informale. La logica e le sue applicazioni giocano un ruolo centrale nella filosofia, nella matematica, nell'informatica, nell'intelligenza artificiale e nella linguistica. Attraverso le sue applicazioni negli ambiti appena citati è possibile impiegare i risultati della logica all'analisi del ragionamento e delle argomentazioni.
La logica formale è la scienza che studia le regole di inferenze tra enunciati e le loro condizioni di validità. È una scienza formale perché le relazioni di inferenza sono studiate a partire da un linguaggio matematicamente costruito, e le condizioni di validità sono studiate interpretando il linguaggio su strutture semantiche matematicamente definite. Lo studio delle inferenze e delle condizioni di validità può essere unito, a seconda dei sistemi logici studiati, dai teoremi di completezza e di correttezza. Inoltre, i sistemi logici possono essere classificati come decidibili, per i quali è possibile dare un algoritmo che in un numero finito di passi permetta di stabilire se un dato enunciato della logica sia o meno una verità logica, e non decidibili, per i quali non è possibile fornire tali algoritmi. La logica formale può essere deduttiva o induttiva. Le logiche deduttive studiano le relazioni di inferenza per cui è necessariamente vero che se tutte le premesse sono vere, allora la conclusione è vera. Le logiche induttive studiano le relazioni di inferenza per cui è possibile che tutte le premesse siano vere e che la conclusione sia falsa. Un esempio di logica formale deduttiva di cui si possono provare completezza, correttezza e decidibilità è la logica proposizionale. Un esempio di logica formale induttiva di cui si possono provare i teoremi di completezza e di correttezza, ma che non è decidibile è la logica del prim'ordine.
La logica informale, invece, studia la teoria dell'argomentazione,  il pensiero critico e le fallacie logiche. La differenza principale tra la logica formale e la logica informale è data dal fatto che, mentre la logica formale studia le regole di inferenza tra proposizioni espresse in linguaggi artificiali definiti su modelli semantici matematici, la logica informale studia il modo in cui identificare le inferenze negli argomenti presentati nelle lingue naturali in contesti reali e il modo in cui valutarne debolezze e punti di forza.

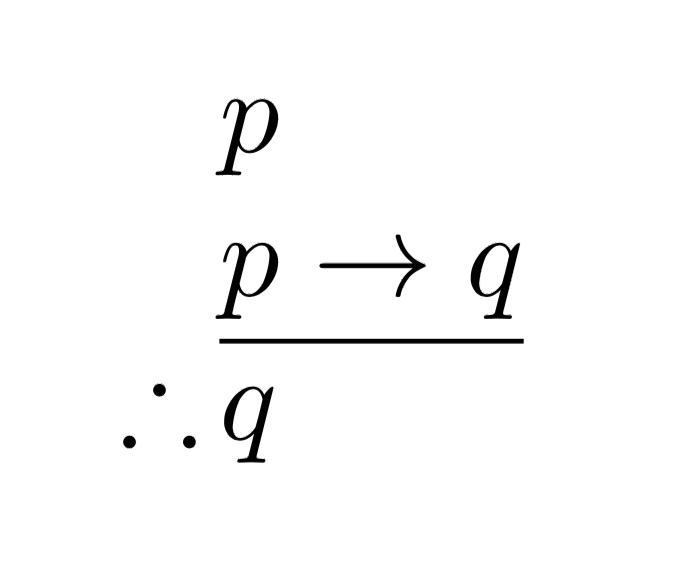
La logica studia forme valide di inferenza come il modus ponens.

La logica studia le inferenze, che consistono in un insieme di premesse e un insieme di conclusioni. Le premesse e le conclusioni sono proposizioni definite dalla loro struttura sintattica e dall'interpretazione semantica datagli. Nella logica formale le proposizioni complesse sono costituite, secondo regole di costruzione definite ricorsivamente, da proposizioni più semplici legate tra loro dagli operatori logici. Tutti i linguaggi logici sono definite a partire dai connettivi proposizionali, che permettono di creare enunciati complessi a partire dagli enunciati atomici. A seconda dei sistemi logici, il linguaggio può essere esteso con i quantificatori o con gli operatori modali. Nella logica informale, qualsiasi proposizione grammaticalmente corretta della lingua naturale studiata può essere considerata una possibile premessa o una possibile conclusione. La verità di una proposizione dipende dalle denotazioni dei suoi costituenti. Le proposizioni logicamente vere costituiscono un caso speciale perché la loro verità dipende solo dalla forma sintattica che possiedono e non dalla interpretazione semantica (denotazione) che gli si attribuisce.
Le relazioni inferenziali possono essere corrette o non corrette. Una inferenza è corretta se le sue premesse supportano la sua conclusione. La forma di inferenza più forte si trova nelle inferenze deduttive, in cui è impossibile che le premesse siano vere e la conclusione sia falsa. Forme deboli di inferenza sono le inferenze induttive e abduttive. Entrambe sono forme ampliative di inferenza, perché permettono di arrivare a conclusioni che ampliano le informazioni disponibili, ma in cui è possibile che tutte le premesse siano vere e che la conclusione sia falsa. Le inferenze induttive sono tutte le inferenze in cui è possibile che le premesse siano vere e la conclusione falsa e assumono spesso la forma di generalizzazioni o di correlazioni statistiche. Le inferenze abduttive sono quelle che mirano ad analizzare le relazioni di spiegazione migliore. Molti argomenti presentati nel discorso quotidiano e nelle scienze sono argomenti che impiegano forme di inferenza ampliative.

## Origine del termine
Il termine λογικός (loghikòs) compare in tutta la storia della filosofia antica precedente e successiva alla dottrina aristotelica (da Eraclito a Zenone di Elea, dai sofisti a Platone) con il significato generico di "ciò che concerne il λόγος" (logos), nel senso molteplice di "ragione", "discorso", "legge" ecc. che ha questa parola in greco.
Alla logica aristotelica fu attribuito anche il termine di "Organon" («strumento») che si ritrova invece per la prima volta in Andronico di Rodi (I secolo a.C.) e ripreso da Alessandro di Afrodisia (II-III secolo d.C.) che lo riferì agli scritti aristotelici che hanno come tema l'Analitica che è il termine che usa propriamente Aristotele per indicare la risoluzione ("analisi" dal greco ἀνάλυσις - analysis- derivato di ἀναλύω - analyo - che vuol dire "scomporre, risolvere nei suoi elementi") del ragionamento nei suoi elementi costitutivi.
Dopo Aristotele nella scuola stoica i termini ἡ λογική (τέχνη) (e loghiké tékne), τὰ λογικά (tà loghikà) assumono il significato tecnico di «teoria del giudizio e della conoscenza» intendendo non solo la gnoseologia ma anche la struttura formale del pensiero. Ed è con questo ultimo valore di organizzazione scientifica delle leggi che assicurano non la verità, ma la correttezza del pensiero, che Aristotele si dedicò all'elaborazione della logica, termine da lui ancora non utilizzato.

## Discipline di studio
Tradizionalmente, la logica è una degli ambiti di studio della filosofia. Oltre a essere stata studiata dalla tradizione che ha origine dalla filosofia greca, la logica è stata studiata, con metodologie non completamente sovrapponibili, anche da altre tradizioni culturali sviluppatesi in Cina e in India.
Lo studio della logica fu identificato per la prima volta come disciplina autonoma da Aristotele, che le assegnò un ruolo fondamentale in filosofia. Nel medioevo lo studio della logica faceva parte del trivium, che includeva anche grammatica e retorica. Tuttavia, in seguito alla sua matematizzazione, avvenuta a partire dall'Ottocento, lo studio della logica si è, da un lato, allontanato dalla grammatica e dalla retorica, e, dall'altro lato, ha coinvolto ed è stato applicato ad ambiti come la matematica, la linguistica, la semantica e l'informatica.
In ambito filosofico, sono di particolare interesse le logiche che studiano le varie forme di modalità (logica modale, logica modale epistemica, logica deontica) e la logica dei condizionali. Tutte queste logiche hanno importanti applicazioni dello studio dell'ontologia e della metafisica, dell'epistemologia e dell'etica. Inoltre, la logica ha applicazioni importanti anche nella teoria della decisione e nella teoria dei giochi.
In ambito matematico, la logica ha subito importanti impulsi dal programma di Hilbert, il quale ha dato un primo decisivo impulso alla teoria della dimostrazione. Importanti contributi sono arrivati anche dai lavori di Giuseppe Peano e di Gottlob Frege, i quali per primi hanno provato a fornire un linguaggio formale cui si potessero applicare regole di inferenza valide e che potesse essere di base per la formalizzazione della dimostrazione matematica. I lavori di Peano, Frege e Hilbert, furono di base per il tentativo di riduzione della matematica alla logica portato avanti da Bertrand Russell e Alfred North Whitehead e culminato nei volumi del loro Principia Mathematica. La logica matematica contemporanea può essere divisa nelle due branche della teoria della dimostrazione e della teoria dei modelli che studiano, rispettivamente, l'aspetto sintattico e l'aspetto semantico dei sistemi formali.
All'interno della logica si studiano tre diversi tipi di inferenze. L'inferenza deduttiva, in cui non è possibile che le premesse siano vere e la conclusione falsa. Questa proprietà delle inferenze deduttive è detta validità. Tutte le inferenze che non sono valide, sono dette inferenze non deduttive. Queste si raggruppano in due sotto categorie. Da un lato le inferenze induttive, che partendo da un numero finito di casi generalizzano a tutti i casi. Dall'altro lato, le inferenze abduttive, in cui l'inferenza è volta a stabilire l'ipotesi che spiega nel migliore dei modi una proposizione. Anche grazie alla critica rivoltagli da David Hume, l'induzione è stata vista da molti filosofi come una forma errata di inferenza. Tuttavia, va sottolineato che questa non è una posizione unanime e che l'ambito di ricerca riguardante le logiche induttive è florido. Le ricerche concernenti l'abduzione hanno origine dai lavori del filosofo Charles Sanders Peirce, che coniò il termine. Sebbene non ci sia accordo unanime riguardo a cosa fosse esattamente inteso da Peirce con abduzione, è chiaro dai suoi scritti che egli si riferiva al tipo di ragionamento non deduttivo e non induttivo che sottende alla scoperta delle spiegazioni scientifiche. Invece, nella ricerca logica contemporanea, l'abduzione riguarda i rapporti di giustificazione tra proposizioni che rappresentano delle ipotesi e le proposizioni che rappresentano i fatti da spiegare. Pertanto, mentre l'abduzione così com'è intesa da Peirce è una forma di ragionamento o lo studio di un certo tipo di ragionamento, nella logica contemporanea l'abduzione è lo studio di un tipo di relazioni di giustificazione tra le proposizioni che rappresentano le ipotesi e le proposizioni che rappresentano i fatti da spiegare.
In senso più lato, fanno parte dello studio della logica informale anche l'analisi logica della proposizione e dell'analisi logica del periodo.

## Storia della logica
La logica classica è la scienza che tratta tutta la validità e le articolazioni di un discorso in termini di nessi deduttivi, relativamente alle proposizioni che lo compongono.

### Filosofia antica
In Occidente, i primi sviluppi di un pensiero logico che consentisse di spiegare la natura a partire da argomentazioni coerenti e razionali si sono avuti con i presocratici.
Pitagora riteneva che la matematica fosse la legge fondamentale del pensiero, una legge che gli dava vita e forma secondo la propria struttura; egli inoltre vedeva nel numero il fondamento non solo del pensare, ma anche della realtà. Il legame indissolubile tra la dimensione ontologica e quella gnoseologica resterà una costante della filosofia greca: per Parmenide e la scuola di Elea, la logica formale di non-contraddizione, che è la regola a cui sottostà ogni pensiero, è infatti anche legge dell'Essere, che ne risulta vincolato in maniera necessaria: «La dominatrice Necessità lo tiene nelle strettoie del limite che tutto intorno lo cinge; perché bisogna che l'Essere non sia incompiuto». La tesi parmenidea dell'immutabilità dell'Essere, che «è e non può non essere», fu un primo esempio di logica dei predicati, incentrata cioè su una stringente coerenza tra il soggetto e il predicato; essa venne fatta propria dal suo discepolo Zenone di Elea, il quale ricorrendo all'uso dei paradossi mise in atto una dimostrazione per assurdo per confutare le obiezioni degli avversari.
Accanto a questo tipo di logica lineare (chiamata anche dialettica), propria degli eleati, Eraclito sviluppava una dottrina antidialettica, basata sull'interazione e la complementarità di due realtà contrapposte, che anziché escludere i paradossi in quanto ritenuti "illogici", li accoglieva come un dato di fatto. Eraclito tuttavia evidenziava anche come quelle contraddizioni altro non fossero che variazioni superficiali di un identico sostrato, che celavano la trama segreta dell'unico logos. In che misura la dottrina eraclitea del logos si opponesse al principio di non-contraddizione risulta pertanto poco chiaro, ed era oggetto di discussione tra gli stessi antichi greci.
In Platone la logica si configura come dialettica, ossia come la ricostruzione matematica dei collegamenti fra le Idee che stanno a fondamento della realtà. Le Idee, strutturate gerarchicamente, recuperano sia il rigore logico di Parmenide (non contengono contraddizioni), sia il principio eracliteo della diversificazione (diairesis), dando luogo a una divisione dicotomica in sotto-classi, dove i singoli aspetti in cui si articola ognuna di esse appaiono in contrasto tra loro su un piano immanente, ma accomunati a un livello superiore e trascendente. Platone anticipa così - in maniera informe - il principio di non contraddizione, poi successivamente elaborato nel famoso libro Γ (gamma) della Metafisica di Aristotele.  La logica dialettica non è tuttavia per Platone una scienza assoluta, la quale rimane accessibile soltanto per la via suprema dell'intuizione. Come già nell'eleate Zenone, la dialettica platonica non fa cogliere di per sé la verità, ma consente semmai di procedere alla confutazione degli errori e dei paradossi facendo uso del principio di non contraddizione.

#### Aristotele

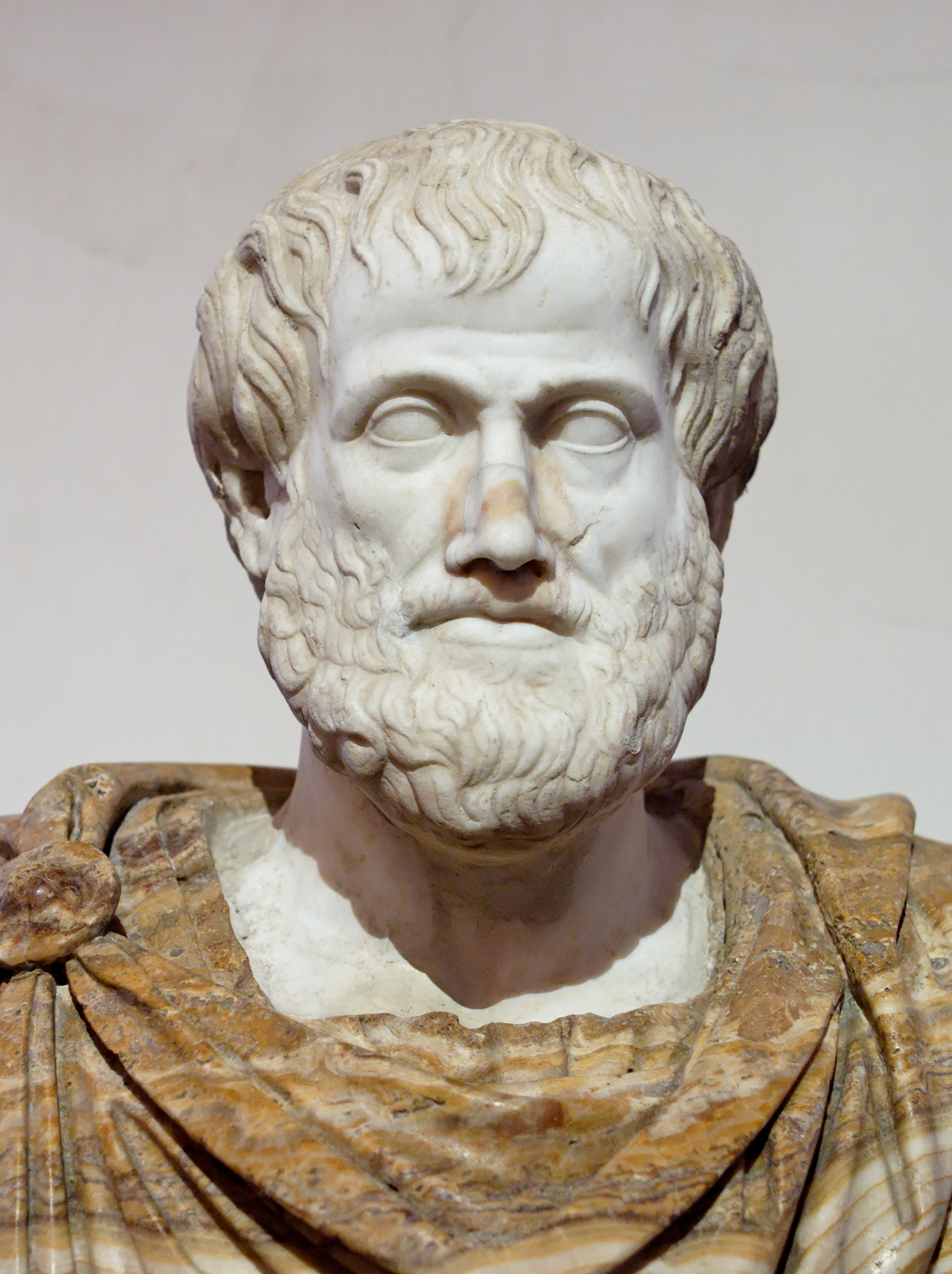
Aristotele

Aristotele, riassumendo le diverse posizioni sin qui espresse, diede alla logica un'impostazione sistematica. Per Aristotele essa coincide col metodo deduttivo, l'unico per lui dotato di conseguenzialità necessaria e stringente, come appare evidente nel sillogismo. Il sillogismo è un ragionamento concatenato che, partendo da due premesse di carattere generale, una "maggiore" e una "minore", giunge ad una conclusione coerente su un piano particolare. Sia le premesse che la conclusione sono proposizioni espresse nella forma soggetto-predicato. Un esempio di sillogismo è il seguente:
1. Tutti gli uomini sono mortali;
2. Socrate è uomo;
3. dunque Socrate è mortale.

Come in Platone, tuttavia, la logica aristotelica rimane uno strumento, che di per sé non dà automaticamente accesso alla verità. Essa può prendere avvio dalle premesse formulate dall'intelletto, che attraverso l'intuizione perviene alla conoscenza di concetti universali, da cui la logica trae soltanto delle conclusioni formalmente corrette, scendendo dall'universale al particolare. Ma può discendere anche da forme arbitrarie di pensiero, come l'opinione. Ne consegue che se le premesse sono false, anche il risultato sarà falso. Quella di Aristotele è pertanto una logica formale, lineare, indipendente dai contenuti, che parte da principi primi non dimostrati, dato che proprio da questi deve scaturire la dimostrazione. Come spiega negli Analitici Secondi, solo l'intuizione intellettuale, situata a un livello sovra-razionale, può dare ai sillogismi un fondamento reale e oggettivo.
(Aristotele, Analitici secondi, 100b 16)
Negli Analitici primi Aristotele espone invece le leggi che guidano la logica: non dimostrabili neanch'esse, ma intuibili solo in forma immediata, sono il principio di identità, per il quale A = A, e quello di non-contraddizione, per cui A ≠ non-A (tertium non datur). Da queste leggi egli concluderà come sia «impossibile che il medesimo attributo, nel medesimo tempo, appartenga e non appartenga al medesimo oggetto e sotto il medesimo aspetto».
A differenza della deduzione, che ha carattere necessario, l'induzione muove viceversa dal particolare all'universale, e non può avere quindi alcuna pretesa di consequenzialità logica: partendo infatti da singoli casi particolari, non potrà mai approdare a una legge universale logicamente stringente. La logica aristotelica pertanto è solo deduttiva, una "logica induttiva" sarebbe per lui una contraddizione in termini.

#### Stoicismo
La logica così teorizzata da Aristotele resterà valida almeno fino al XVII secolo. Un ulteriore contributo venne successivamente dallo stoicismo, per il quale la logica non è solo uno strumento al servizio della metafisica, ma si pone come disciplina autonoma rispetto agli altri campi di indagine; essa comprendeva, oltre alla gnoseologia e alla dialettica, anche la retorica. Per "logica" infatti gli stoici intendevano non solo le regole formali del pensiero che si conformano correttamente al Lògos, ma anche quei costrutti del linguaggio con cui i pensieri vengono espressi. Non a caso Lògos può significare sia ragione che discorso; oggetto della logica quindi sono proprio i lògoi, ossia i ragionamenti espressi in forma di proposizioni (lektà). Mentre quella aristotelica è stata una logica dei predicati, quella stoica può essere pertanto considerata una logica proposizionale, in quanto incentrata sullo studio della coerenza tra proposizioni (ad esempio piove o non piove), e dei rapporti tra i significati. Il sillogismo aristotelico fu ampliato, venendo inteso in un senso non solo deduttivo, ma anche ipotetico. In maniera simile alla gnoseologia aristotelica, per gli stoici il criterio supremo della verità è l'evidenza, che le assegna quel carattere di scienza necessario per poter distinguere correttamente il vero dal falso.

### Dal Medioevo all'età moderna
Il contenuto dei significati e la loro origine sono stati approfonditi dalla logica medievale, specie dalla scolastica che distinse tra logica minor e logica maior. Nel Rinascimento, con il Novum Organum, Francesco Bacone cercò di costruire una nuova metodologia basata sull'induzione impostando la logica come strumento di indagine scientifica. Riprendendo questi temi René Descartes cercò di stabilire se il rigore tipico di un discorso matematico potesse essere alla base di qualsiasi sapere, compreso quello filosofico.
Sempre sul calcolo matematico Thomas Hobbes pensò la logica come una combinazione di segni e regole. Gottfried Leibniz e i suoi seguaci cercarono poi di unificare il complesso delle strutture logico/linguistiche in un linguaggio scientifico universale, ossia la "logica simbolica e combinatoria".

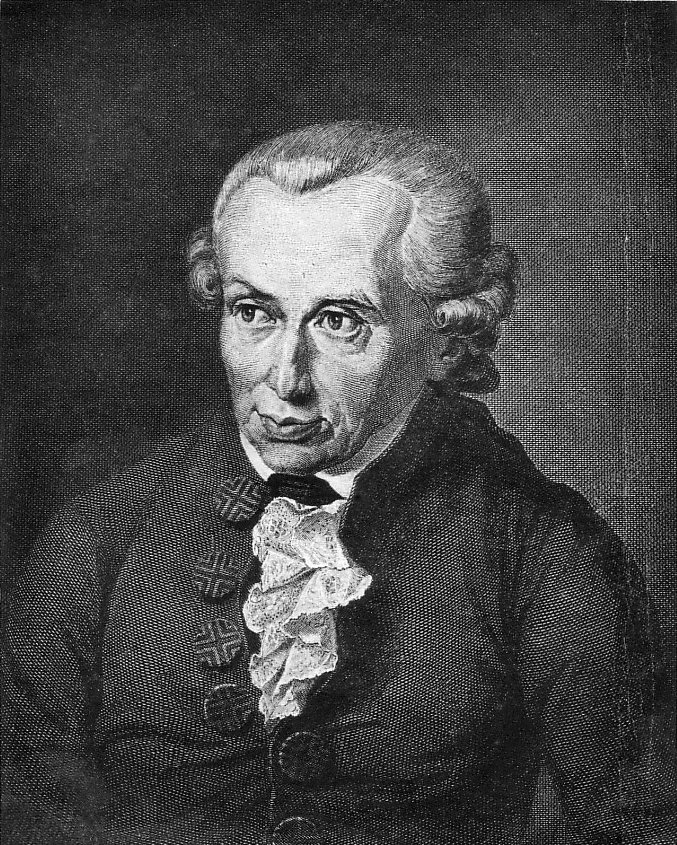
Immanuel Kant

Ancora nel Settecento il contributo delle correnti filosofiche non portò a sostanziali innovazioni nello sviluppo della logica moderna. Immanuel Kant nella sua Critica della ragion pura definì la logica trascendentale come una parte della logica generale che, a differenza di quella puramente formale, indaga le condizioni di validità della conoscenza umana in riferimento ai concetti empirici. Il problema di Kant era ricercare una giustificazione al modo in cui la scienza moderna sembrava potesse ampliare le nostre conoscenze sul mondo.
Kant distinse in proposito le proposizioni logiche, altrimenti dette analitiche, da quelle empiriche. Le prime non possono essere contraddette, pur essendo tautologiche in quanto esprimono un concetto già implicito necessariamente nelle premesse, mentre quelle empiriche sono delle constatazioni di fatto in cui il predicato non è compreso nel soggetto: queste ultime sono pertanto sintetiche, in quanto collegano, o uniscono, un contenuto ad un altro diverso. Nessuna delle due tipologie risultava però in grado di ampliare il nostro sapere sul mondo, dato che le proposizioni analitiche non aggiungono alcuna conoscenza alle premesse, mentre quelle empiriche, basate su un dato contingente, erano prive di universalità. Kant ritenne allora di individuare un terzo tipo di proposizione, che pur essendo sintetica non derivasse dall'esperienza: le proposizioni sintetiche a priori, su cui giustificare la pretesa della scienza di essere valida. In quest'ultimo tipo egli faceva rientrare anche le proposizioni della matematica.
In seguito, Gottlob Frege cercherà di dimostrare che l'aritmetica sia completamente da ricondurre alla logica e che, pertanto, essa sia costituita da proposizioni puramente analitiche. Altri studiosi del Circolo di Vienna hanno contestato l'esistenza dei giudizi sintetici a priori.
Kant si era comunque mantenuto all'interno della logica formale di non-contraddizione, che sarebbe stata di lì a poco rinnegata da Hegel, in favore di una nuova logica che fosse insieme forma e contenuto, e in cui, in maniera simile ad Eraclito, ogni realtà coincidesse dialetticamente col suo opposto. Nel tentativo di eliminare ogni riferimento alla trascendenza, Hegel rigettò quelle filosofie che ponevano a fondamento della deduzione logica un atto intuitivo di natura sovra-razionale, e trasformò il metodo deduttivo in un procedimento a spirale che giungesse infine a giustificarsi da solo. Veniva così abbandonata la logica classica aristotelica: mentre quest'ultima procedeva in maniera lineare, da A verso B, la dialettica hegeliana procede in maniera circolare: da B fa scaturire C (sintesi), che è a sua volta la validazione di A.

### Logica contemporanea
Nella seconda metà del XIX secolo la logica formale, che sembrava aver raggiunto la sua completa maturità già con Aristotele, subì una profonda evoluzione. In primo luogo, George Boole e la scuola di algebristi di Oxford svilupparono il primo studio sistematico delle strutture algebriche che sottendono alla logica proposizionale. Grazie a questi studi fu possibile dare nuovo impulso alla ricerca riguardante la logica proposizionale, che ignorata dalla logica aristotelica era stata analizzata dalla logica stoica senza raggiungere la maturità della logica dei sillogismi.
Parallelamente, la logica venne studiata da Wilhelm Wundt con metodi di psicologia sperimentale, volti a indagare le caratteristiche psicologiche delle inferenze umane. Lo studio della psicologia della logica, che ambiva a dare un nuovo fondamento alla disciplina, fu oggetto di feroci critiche da parte di Frege che determinarono, insieme ai successivi sviluppi della logica matematica, la fine della ricerca psicologica come branca della logica.
La logica contemporanea, però, nacque con gli studi di Gottlob Frege il quale per primo sviluppò delle metodologie per lo studio delle inferenze e dei linguaggi logici che permettevano di rappresentare formalmente e di studiare matematicamente le inferenze e le proposizioni della logica. Inoltre, Frege fu il primo ad analizzare correttamente la regola di introduzione del quantificatore universale. Grazie agli studi di Frege fu possibile isolare con precisione l'ambito di studio della logica, circoscrivendolo allo studio delle inferenze tra proposizioni, e separandolo dallo studio del ragionamento corretto e dell'argomentazione.

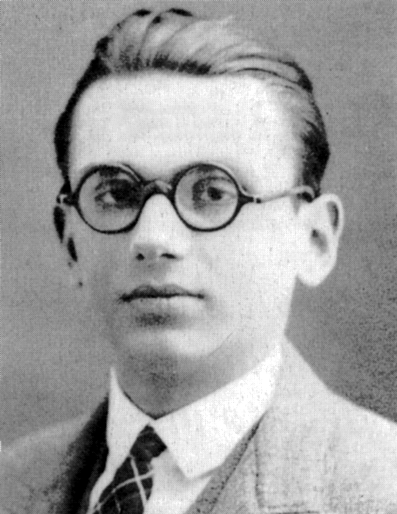
Kurt Gödel

Un ulteriore contributo nell'ambito della logica formale matematica è venuto infine da Kurt Gödel, in relazione alle ricerche volte a realizzare il programma di Hilbert che chiedeva di trovare un sistema logico in cui fosse possibile provare tutte le verità della matematica. Con due suoi famosi teoremi, Gödel dimostrò che: 1) se il sistema logico che formalizza l'aritmetica di Peano non è completo, perché è possibile costruire un enunciato ben formato che non è dimostrabile e di cui non è dimostrabile la negazione; 2) che se un sistema formale è logicamente coerente, la sua non contraddittorietà non può essere dimostrata stando all'interno del sistema logico stesso. Il significato filosofico dei teoremi di Gödel è ancora oggi oggetto di discussioni. Lo stesso Gödel era convinto di non avere affatto dissolto la consistenza dei sistemi logici, da lui sempre considerati platonicamente come funzioni reali dotati di pieno valore ontologico, e che anzi il suo stesso teorema di incompletezza aveva una valenza di oggettività e rigore logico. Oltretutto, egli spiegava la presenza di un enunciato che affermi di essere indimostrabile all'interno di un sistema formale: significa, appunto, che esso è vero dato che non può essere effettivamente dimostrato.
Gödel interpretò i suoi teoremi come una conferma del platonismo, corrente filosofica che affermava l'esistenza di formule vere ma non dimostrabili, e cioè l'irriducibilità della nozione di verità a quella di dimostrabilità. In accordo con questa filosofia, la sua convinzione era che la verità, essendo qualcosa di oggettivo (cioè di indipendente dalle costruzioni effettuate nelle dimostrazioni dei teoremi), non può essere posta a conclusione di alcuna sequenza dimostrativa, ma solo all'origine. Similmente a Parmenide, egli concepiva la logica "formale" come unita indissolubilmente a un contenuto "sostanziale":
(Kurt Gödel)